# Minuartia bulgarica

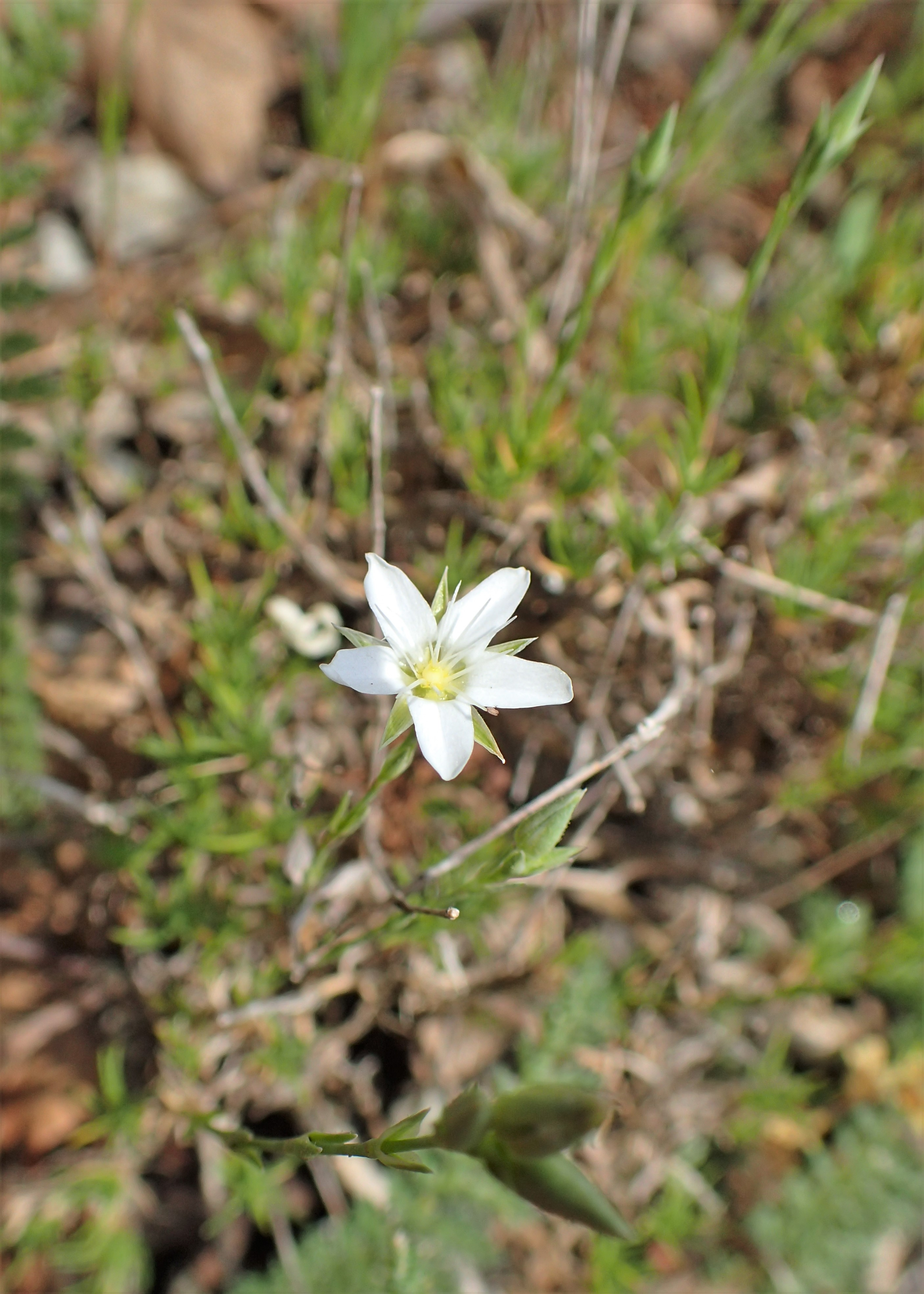
Minuartia bulgarica.

Minuartia bulgarica är en nejlikväxtart som först beskrevs av Josef Velenovský, och fick sitt nu gällande namn av Graebner. Minuartia bulgarica ingår i släktet nörlar, och familjen nejlikväxter. Inga underarter finns listade i Catalogue of Life.